# Strangeways, Here We Come
Strangeways, Here We Come – czwarty i ostatni album studyjny brytyjskiego zespołu The Smiths. Nazwa nawiązuje do więzienia Strangeways znajdującego się w Manchesterze (jego nazwa została zmieniona w 1990 roku).

## Lista utworów
1. „A Rush and a Push and the Land Is Ours” – 3:00
2. „I Started Something I Couldn't Finish” – 3:47
3. „Death of a Disco Dancer” – 5:26
4. „Girlfriend in a Coma” – 2:03
5. „Stop Me If You Think You've Heard This One Before” – 3:32
6. „Last Night I Dreamt That Somebody Loved Me” – 5:03
7. „Unhappy Birthday” – 2:46
8. „Paint a Vulgar Picture” – 5:35
9. „Death at One's Elbow” – 1:58
10. „I Won't Share You” – 2:48

## Twórcy
- Morrissey – śpiew, fortepian w utworze "Death of a Disco Dancer"
- Johnny Marr – gitara, instrumenty klawiszowe, saksofon
- Andy Rourke – gitara basowa
- Mike Joyce – perkusja